# Alvydas Baležentis
Alvydas Baležentis (*  10. Januar 1949 in Straigiai, Rajongemeinde Lazdijai) ist ein litauischer Politiker.

## Leben
1967 absolvierte Baležentis das Technikum für Mechanisation der Landwirtschaft Smalininkai und 1973 das Diplomstudium am Kauno politechnikos institutas. Von 1973 bis 1976 studierte er in der Aspirantur in Odessa. Von 1967 bis 1970 arbeitete er in der technischen Berufsschule in Balbieriškis (jetzt Abteilung von Berufsbildungszentrum Alytus). 1979 promovierte er in Wirtschaftswissenschaft an der Lomonossow-Universität in Moskau. Von 1977 bis 1992 lehrte er an der Lietuvos žemės ūkio akademija und war Prorektor. Von 1992 bis 1996 war er Mitglied im Seimas. Ab 2002 lehrte er an der Kriegsakademie Litauens und an der Mykolo Romerio universitetas, ab 2009 als Professor.
Er ist Mitglied von Lietuvių tautininkų sąjunga.

## Auszeichnungen
- 2009: Orden für Verdienste um Litauen, Riterio kryžius